# Spokornica Magdalena (Tizian)
Spokornica Magdalena je Tizianova slika svete Marije Magdalene iz okoli leta 1531, s podpisom TITIANUS na posodi za mazilo na levi. Zdaj je v Sala di Apollo v palači Pitti v Firencah v Italiji.

## Zgodovina
Naročil jo je vojvoda Mantove Federico II. Gonzaga kot nabožno podobo slavne pesnice Vittorie Colonne (1490–1547). Vendar pa splošno velja, da je Vittoria Magdaleno podarila Eleonori Gonzaga, saj so jo leta 1631 našli v zbirki njenega sina vojvode Urbinskega. Vittorio, učeno in pobožno žensko, je močno navdihnila Tizianova podoba Magdalene, čeprav je ta na Tizianovi upodobitvi upodobljena zelo čutno. Magdalenin sijoč videz pred temnim ozadjem, kot da njena svetloba prihaja od znotraj, je povzročil Vittorii, da je verjela, da Magdalena »žari s svojo gorečo strastjo do Kristusa«.

## Analiza
Tema Magdalene kot grešnice in padle ženske, ki jo je Jezus vrnil na pot kreposti, je bila zelo priljubljena v 16. stoletju, kar je umetnikom omogočilo združevanje erotike in vere brez škandala. Tizianova različica subjekta jo prikazuje v trenutku navdušenja in globokega kesanja, s solzami v očeh (nanaša se na umivanje Jezusovih nog in sušenje s svojimi lasmi) in njen pogled, dvignjen proti nebu. Čeprav je erotična, kot ugotavlja Giorgio Vasari, se njena golota nanaša na srednjeveško legendo, da so njena oblačila razpadla v tridesetih letih, ki jih je preživela v kesanju v puščavi po Jezusovem vnebohodu. Pravzaprav je večina številnih upodobitev subjekta v umetnosti prikazovala Magdaleno brez oblačil ali samo v ohlapnem ogrinjalu, kot v kasnejši Tizianovi obdelavi. Po priljubljenih delih, kot je Zlata legenda, je svoja zadnja leta preživela gola in sama v samoti v provansalskih gorah, hranili pa so jo le pojoči angeli, ki so jo vsak dan obiskovali. Tako njena neoblečenost simbolizira njeno opustitev draguljev, zlata in posvetnih dobrin njeni veri v Kristusa. Poleg tega Magdalenini zlati lasje, mesnato telo in polne ustnice ustrezajo takratnim renesančnim lepotnim standardom.
Ob koncu srednjega veka se je razširila tradicija, da je imela po vsem telesu, razen na obrazu, rokah in nogah, poraščene dlake. To naj bi izviralo iz liturgične drame in je pogosto prikazano v južnonemški umetnosti. Tizianova upodobitev doseže podoben učinek in lahko spominja na nemške obdelave.